# Mutters
Pour les articles homonymes, voir Mutter.
Mutters est une commune du district d'Innsbruck-Land, au Tyrol (Autriche), située au sud de la ville d'Innsbruck.

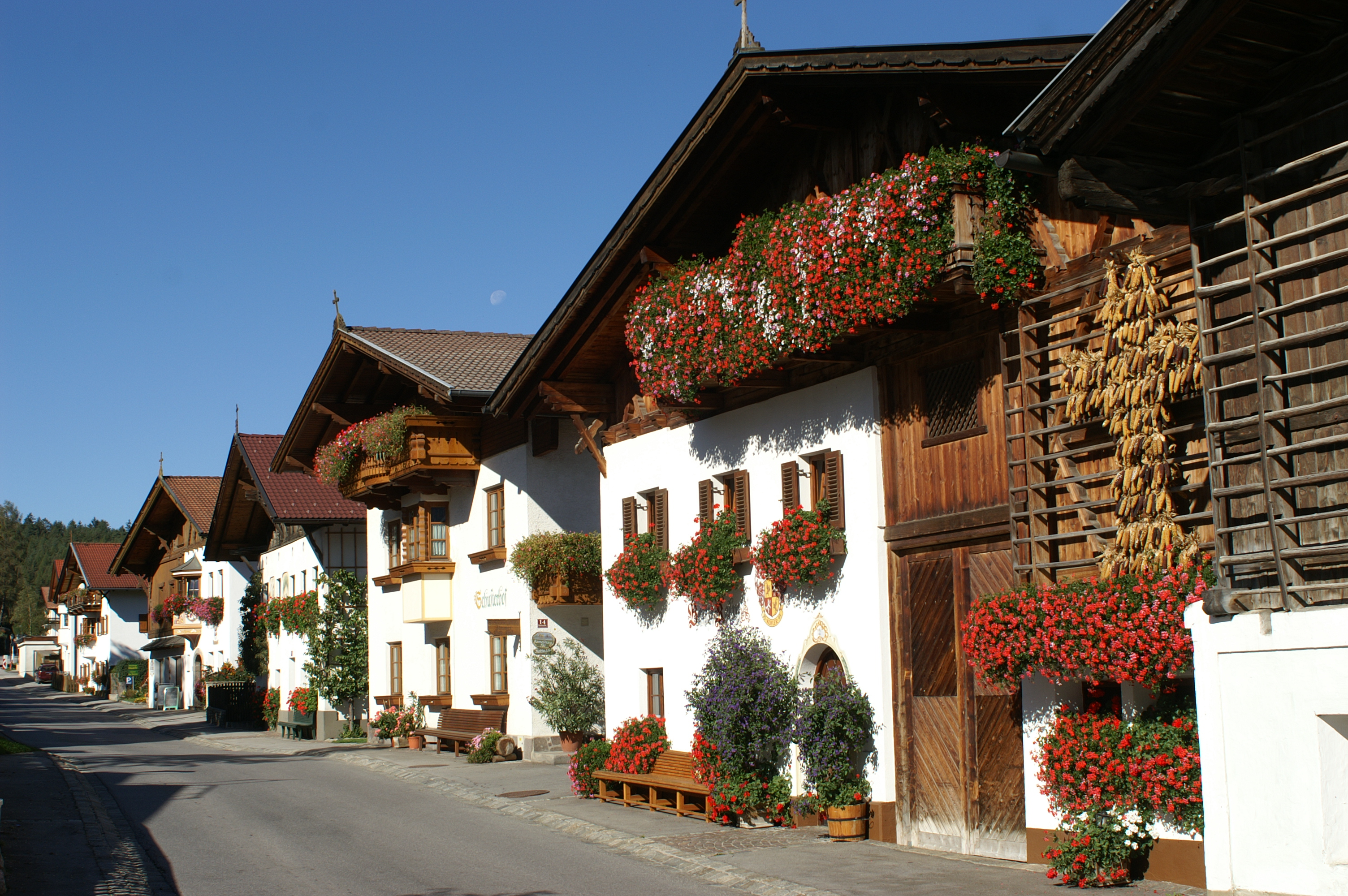
Une rue de Mutters.
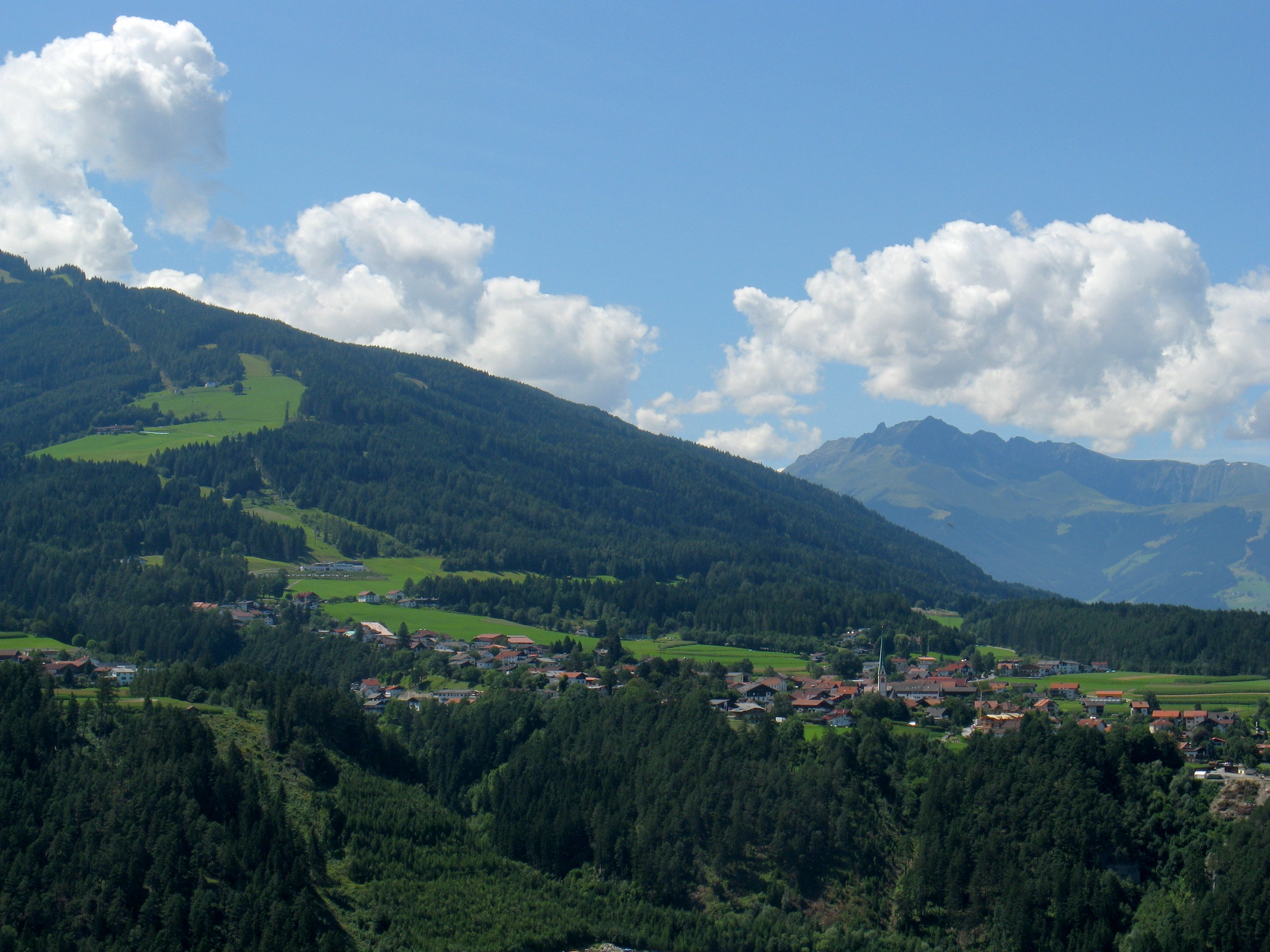
Le bourg vu depuis l'est.

## Histoire
Le pays de Mutters était vraisemblablement déjà habité à la fin du Néolithique, vers 3000 av. J.-C. Les plus vieilles urnes funéraires retrouvées à cet endroit datent de l'âge du Bronze. 
La première mention écrite du toponyme (Muttres) remonte à l'hiver 1115-16 et se trouve dans la chronique du monastère d'Ebersberg ; ce nom dérive certainement du romanche mutt, « colline. »
Le village fut la proie d'un incendie en 1727. La population dut fuir le pays au cours des campagnes napoléoniennes de 1796-97 et de 1809. A cours des batailles du Bergisel, en mai et août 1809, c'est à l'auberge Schupfen de Mutters que le patriote tyrolien Andreas Hofer établit son quartier général.
Kurt Schuschnigg, le chancelier fédéral de l'Autriche, y passa ses dernières années, et il est citoyen d'honneur du bourg.